# Colobothea eximia
Colobothea eximia är en skalbaggsart som beskrevs av Aurivillius 1902. Colobothea eximia ingår i släktet Colobothea och familjen långhorningar. Inga underarter finns listade i Catalogue of Life.